# 天主教比亚韦斯托克总教区
天主教比亞韋斯托克總教區（波蘭語：Archidiecezja białostocka、拉丁文：Archidioecesis Bialostocensis）是羅馬天主教在波蘭東北部設立的一個總教區 ，主教座堂設於比亞韋斯托克的比亞韋斯托克主教座堂。

## 歷史
1991年6月5日：從立陶宛的維爾紐斯總教區分設比亞韋斯托克教區，1992年3月25日：升格為總教區。

## 現況
2011年，有教友357,703人，佔轄區總人口82.7%、114個堂區、374名司鐸、26名修士、178名修女。現任總主教Edward Ozorowski。

## 附属教区
- 天主教德罗希琴教区
- 天主教沃姆扎教区